# Donja Ljuboviđa
Donja Ljuboviđa (em cirílico: Доња Љубовиђа) é uma vila da Sérvia localizada no município de Ljubovija, pertencente ao distrito de Mačva, na região de Podrinje Azbukovica. A sua população era de 811 habitantes segundo o censo de 2011.

## Demografia
| 1948  | 1953  | 1961  | 1971  | 1981  | 1991 | 2002 | 2011 |
| ----- | ----- | ----- | ----- | ----- | ---- | ---- | ---- |
| 1 522 | 1 546 | 1 457 | 1 156 | 1 096 | 965  | 951  | 811  |